# 巴拿馬省
巴拿馬省 （Provincia de Panamá）是巴拿馬的一個省，位於該國中部偏東，面向太平洋巴拿马湾。珍珠群島也屬該省管轄。
面積9,166平方公里，2006年估計人口1,653,220人。首府巴拿馬城也是該國首都。
下分6縣、55市 （包括馬頓干迪庫納族自治市）。